# Recess (singolo Skrillex)
Recess è un singolo realizzato dai produttori discografici statunitensi Skrillex e Kill the Noise, in collaborazione con Fatman Scoop e Michael Angelakos. Il singolo è il secondo estratto dell'omonimo album di debutto di Moore.
Il singolo si è posizionato #1 nella classifica Hot Singles Sales di Billboard.

## Tracce
1. Recess (feat. Fatman Scoop, Michael Angelakos)

### Remixes
1. Recess (Milo & Otis Remix)
2. Recess (Valentino Khan Remix)
3. Recess (Ape Drums Remix)
4. Recess (Flux Pavilion Remix)